# Jean-Jacques De Gucht
Jean-Jacques De Gucht (Monaco di Baviera, 9 dicembre 1983) è un politico belga fiammingo, membro dei Liberali e Democratici Fiamminghi Aperti
Tra la fine del 2013 e l'inizio del 2014, il Parlamento federale belga ha approvato un progetto di legge di cui De Gucht era co-firmatario per legalizzare l'eutanasia per i minori.

## Biografia
Figlio di Karel De Gucht, si è laureato alla Vrije Universiteit Brussel.

## Funzioni politiche
È senatore dal 10 giugno 2007 al 6 giugno 2009. Nel giugno 2009 è eletto membro del Parlamento fiammingo, poi senatore della comunità dal 2009 al 2010 e dal 2013 al 2014. Rieletto al Parlamento fiammingo nelle elezioni regionali del 2014 viene quindi nominato senatore.